# Zrcalo (TV drama)
Zrcalo je slovenska TV drama iz leta 1990.

### Zgodba
V zeleni kuhinji sedi družina, ki se ne mara. Nervozni sin zmerja ženo in sestro. Njegov sin, ki prihaja tja čez teden, je do vseh sarkastičen. Silvina hči, ki nosi čipke, naj bi uživala mamila. Otrok se igra z avtomobilčki. Osrednji lik je upokojeni inženir, ki je prebolel pljučnico in je razočaran, česar njegove družine ne zanima. Gospodinjska pomočnica, ki ne preneha s čiščenjem, na koncu igre pove, da njen sin ni bil alpinist, ampak so ga ustrelili na meji. Med brisanjem prahu se zruši z ogledalom, boli jo noga in hoče za zmeraj domov. Ne ve, da jo je hotel inženir za ženo in da so bili njegovi proti. Junak se na koncu pogleda v razbito zrcalo.

## Kritike
Vesna Marinčič (Delo) je napisala, da gre za eno najboljših TV dram uredništva igranega programa v zadnjih dvajset letih. Po njenem mnenju je podržala ogledalo slovenski družini povedala in povedala sveže večne resnice o starem človeku, ki ne mara svojih idiotskih in zavrtih otrok, ki ga vidijo v grobu.

## Zasedba
- Dare Valič: sin
- Vojko Zidar: njegov sin
- Marijana Brecelj: hči Silva
- Vesna Jevnikar: Silvina hči
- Janez Albreht: upokojeni inženir
- Štefka Drolc: Regina Jež, hišna pomočnica